# Gertrudis Tenorio Zavala
Gertrudis Tenorio Zavala (Mérida, México, 16 de noviembre de 1843 - Mérida, 1 de marzo de 1926), fue una educadora y poeta mexicana que contribuyó al panorama literario de México. 

## Biografía

### Origen y familia
Gertrudis Tenorio Zavala fue una educadora y poeta mexicana nacida en Mérida. Sus padres fueron don Prudencio Tenorio Cárdenas y doña Manuela de Zavala Correa. Manuela era hija de Lorenzo de Zavala Sáenz, quien fue un político e historiador.
Desde una edad temprana recibió educación privada; su amor por el conocimiento y dedicación la llevaron a desarrollar habilidades literarias, demostrando un notable interés por la poesía, siendo este el género literario en el que destacó y produjo un número considerable de obras. En 1861, publicó sus primeras composiciones poéticas en el periódico local "Repertorio Pintoresco", utilizando el seudónimo de "Hortensia".
En 1867, Gertrudis experimentó la pérdida de su madre. No obstante, continuó dedicándose a sus estudios, buscando en la poesía una forma de sobrellevar su aflicción personal. Murió en Mérida, Yucatán el 1,° de marzo de 1926.

### Vida profesional
En 1870, Gertrudis participó como fundadora en el proyecto de La Siempreviva, donde desempeñó varios roles, incluyendo la presidencia de la comisión de beneficencia, funciones de profesora, editora y colaboradora en la revista, principalmente aportando textos líricos.

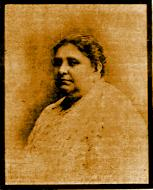
Rita Cetins, Alma gemela y amiga de Gertrudis con quien fundó La Siempreviva.

En julio de 1888, obtuvo el título de maestra de instrucción primaria después de completar el examen en el Instituto Literario de Niñas, una institución dirigida por Rita Cetina Gutiérrez. Posteriormente, trabajó como profesora en el mismo instituto, donde enseñó materias que incluyeron historia de Yucatán, geografía de Yucatán, geografía de México, historia universal y gimnasia de salón.
En 1879, tanto Gertrudis como sus colegas renunciaron a sus cargos debido, entre otras razones, a la negativa de la nueva administración gubernamental de proporcionar un salario a las profesoras. Esta situación era común para las mujeres en el siglo XIX. No obstante, regreso a dar clases desde 1879 hasta 1886 la segunda época de la escuela La Siempreviva y posteriormente se dedicó exclusivamente a su trabajo como poeta.
Gertrudis publicó sus obras en publicaciones como La Aurora, La Esperanza, Biblioteca de Señoritas, La Revista de Mérida, Violetas del Anáhuac y El Renacimiento (revista). Este último fue uno de los periódicos literarios más prominentes del siglo XIX, donde Gertrudis figuraba en la portada como colaboradora.

## La Siempreviva
Fue una figura destacada de la sociedad literaria La Siempreviva, que cofundó con Rita Cetina Gutiérrez y Cristina Farfán en 1870. La Siempreviva fue una institución que incluía la primera escuela secular de México para niñas pobres, una escuela de arte para mujeres jóvenes, una sociedad científica y literaria y un periódico escrito específicamente para mujeres y jóvenes. Gertrudis Tenorio Zavala también fue miembro del Liceo Hidalgo y de la Sociedad Filarmónica. Su poesía fue publicada en diversos periódicos y revistas de la época, entre ellos El repertorio pintoresco (1861) de Mérida, donde se publicaron sus primeros poemas.

### Contribuciones a la educación y los derechos de la mujer
Gertrudis Tenorio Zavala contribuyó significativamente a la educación de las mujeres y a la promoción de sus derechos. Fue pionera en el campo de la educación, y su trabajo en La Siempreviva ayudó a establecer un nuevo modelo para la educación de las mujeres en México. Su legado sigue inspirando a activistas por los derechos de la mujer en México y en otros países.

### La Siempreviva y el empoderamiento de las mujeres
La Siempreviva fue un movimiento que colocó a las mujeres yucatecas al frente de una lucha que tendría su mayor impacto en la conquista del sufragio femenino, el Primer Congreso Feminista y la elección de la primera mujer en ocupar un cargo de elección popular en el país, Rosa Torre González, quien fue discípula de Rita Cetina, una de las fundadoras de La Siempreviva. La sociedad tenía una presidenta, Rita Cetina, una vicepresidenta, Dolores Peraza, una tesorera, Guadalupe Cetina Gutiérrez, una secretaria, Adelaida Carrerá de la Fuente, y una prosecretaria, Amalia Gutiérrez de Encalada. Estas mujeres se organizaron en comités: "Periódico", presidido por Cristina Farfán, "Caridad", dirigido por Gertrudis Tenorio Zavala, y "Activo", liderado por Concepción Rivas. Cada comité tenía su propia secretaria: Marciana Alcalá, Josefina Ferrer y Margarita Castillo, respectivamente. Así, estas jóvenes, Rita y Cristina con 24 años y Gertrudis con 27, pasaron de la esfera privada a la pública, donde pronto encontrarían lectores y público, pero también obstáculos.

### Proyecto educativo
El proyecto educativo de la sociedad consistió en un colegio con escuela primaria y escuela de literatura y arte que funcionó durante dos periodos: entre 1871-1877 y 1879-1886, hasta su cierre definitivo en este último año. Mientras tanto, Rita cerró la escuela para hacerse cargo de la dirección del Instituto Estatal Femenil. Dicho proyecto se apegaba a la Ley Orgánica de Educación de 1867 del Presidente Juárez, pero sin ser del todo laico, ya que dentro del plan de estudios de su escuela, encontramos la clase de historia sagrada. Aquí cabe señalar que en todo México, la moral de la época era religiosa aun cuando las leyes fueran laicas. La lucha por la secularización de la educación fue tema de discusión en México, particularmente en Yucatán, hasta la década de 1890. Fue en estos años, lejos de las Leyes de Reforma, cuando el diputado Adolfo Cisneros Cámara, acérrimo enemigo de la influencia clerical en las escuelas y representante de Yucatán en los congresos pedagógicos nacionales de 1890, 1891 y 1892, se distinguió por buscar uniformar la educación nacional en un sentido laico.

### Los derechos de las mujeres y la Iglesia
En el caso específico de Yucatán, cuya herencia colonial fue una de las más pesadas del país, cambiaron sumisión por protección, por lo que el poder ideológico de la Iglesia católica se incrementó hasta la llegada de la Revolución Mexicana en 1915. En efecto, el clero legitimó el funcionamiento del atrasado y oligárquico sistema socioeconómico de las haciendas del campo, cuyas relaciones sociales de (re)producción, basadas en la energía humana, tenían al matrimonio y a la mujer en el centro de la reproducción no sólo física sino social de los trabajadores (sirvientes). De ahí que las ideas patriarcales de la Iglesia católica y de la élite de hacendados y comerciantes fueran dominantes en toda la sociedad: la soltería era considerada anormal, el divorcio un pecado y el control de la natalidad una aberración. Además, el clero se vio fortalecido por las alianzas de destacados obispos católicos con los gobernadores del largo Porfiriato yucateco (1876-1915), específicamente con los generales Francisco Cantón Rosado y Olegario Molina, cuyas sucesivas administraciones, entre 1889-1911, propiciaron el resurgimiento económico de la Iglesia tras el revés sufrido por sus finanzas a causa de las Leyes de Reforma de Juárez. Cabe anticipar que los gobernadores conservadores, en general, y Cantón Rosado, en particular, obstaculizaron el avance de la educación femenina tanto en el Conservatorio Yucateco, templo de las bellas artes en la década de 1870, como en la escuela normal del Instituto Literario de niñas.

### Revista La Siempreviva
El proyecto editorial de la Sociedad consistió en la publicación de la revista La Siempreviva, escrita exclusivamente por mujeres. La Siempreviva contó con el apoyo del gobernador progresista Manuel Cirerol y Canto (1870-1872), quien proporcionó la imprenta gubernamental. Apareció por primera vez el 7 de mayo de 1870, se publicó quincenalmente durante dos años y aparecieron un total de 43 números. Era modesto porque sólo constaba de cuatro páginas impresas a dos columnas. En su "Sección Literaria" se publicaban ensayos sobre la educación y la familia de la mujer, poesías originales y traducciones de textos clásicos franceses, escritos en su mayoría por las tres editoras fundadoras y otras colaboradoras, como Catalina Zapata y Genoveva Gutiérrez, así como escritoras que utilizaban los seudónimos L***, Clara, RR y BS. Desde su primer número, La Siempreviva mostró el tercer nivel de conciencia feminista en la escala de Lerner, ya que las colaboradoras adquirieron un sentimiento de hermandad entre ellas. La revista de la Sociedad desafiaba al patriarcado deslizando información sobre las mujeres que se habían incorporado al ámbito laboral y profesional, citando, por ejemplo, a las primeras telegrafistas rusas o a las jóvenes doctoras que ejercían la medicina en Estados Unidos. Por supuesto, se refería al acceso de las mujeres de clase media, porque éstas siempre habían trabajado en todo tipo de servicios y oficios mal pagados. También autorizaba tímidamente la recomendación del trabajo de dos meridianas dedicadas a la joyería y orfebrería, diciendo de una que era una "notabilidad en su oficio", y de otra, que su arte era capaz de rivalizar con el de los mejores artistas del país.